# Euregium
Das Euregium ist eine Mehrzweckhalle in der niedersächsischen Stadt Nordhorn. Im Euregium trägt der Handballverein HSG Nordhorn-Lingen seine Heimspiele aus, für den die Halle eigens gebaut wurde. Der Name leitet sich von dem regionalen Kommunalverband Euregio zwischen den Niederlanden und Deutschland ab. Das Euregium bietet etwa 4100 Zuschauern Platz.
Die Halle liegt direkt neben der Berufsbildenden Schule (BBS Nordhorn) und den Kreissporthallen, so dass auch die Durchführung von größeren Sportveranstaltungen möglich ist. Neben den Heimspielen der HSG finden im Euregium auch Kulturveranstaltungen wie Konzerte und Auftritte berühmter Comedians sowie die Nordhorner Sportgala, moderiert von Jörg Wontorra oder von dem bekannten Moderationsduo Katrin Müller-Hohenstein und Rudi Cerne statt.